# Gorenje Polje, Dolenjske Toplice
Gorenje Polje este o localitate din comuna Dolenjske Toplice, Slovenia, cu o populație de 78 de locuitori.